# Microextração em fase sólida
SPME (acrônimo das iniciais em língua inglesa de Solid Phase Micro Extration) é uma técnica de extração e pré-concentração especialmente adequada para metodologias de análise química onde Cromatografia Gasosa (GC) ou Cromatografia Líquida de Alta Eficiência (HPLC) serão empregadas para a posterior separação, detecção, identificação e quantificação dos analitos presentes na amostra. Ela foi proposta no início dos anos 90 pelo pesquisador polonês naturalizado canadense Janusz Pawliszyn, professor da Universidade de Waterloo .
O dispositivo para SPME consiste em um pedaço de fibra de sílica fundida (similar a uma fibra ótica) com 10 mm ou 20 mm de comprimento e diâmetro de até cerca de 160 µm, recoberta com filmes de até 100 µm de espessura de sorventes poliméricos como PDMS (polidimetilsiloxano) e poliacrilato, ou de dispersões de sólidos adsorventes como Carboxen (carvão ativo grafitizado) ou DVB (resina poliestireno-divinilbenzeno) em aglutinantes poliméricos. Essa fibra recoberta com sorvente é colada na ponta de um microtubo de aço inox adaptado ao uma agulha hipodérmica, formando o conjunto de fibra para SPME. Para uso, o conjunto de fibra é montado em um aplicador similar a uma microsseringa convencional: pressão no êmbolo desse aplicador faz com que o microtubo com a fibra de sílica presa corra no interior da agulha hipodérmica, expondo a fibra coberta com sorvente .
A operação de extração em SPME pode ser feita no modo direto ou de headspace. Para extrações diretas, a fibra sorvente é imersa em amostras líquidas (aquosa) ou gasosas. Já no segundo caso, mais adequado para extração de analitos de volatilidade moderada a alta e para amostras sólidas, suspensões ou materiais de origem biológica, a fibra é exposta ao headspace da amostra (fase vapor em contacto com uma porção dessa amostra lacrada em um recipiente confinado). Independentemente do modo operacional, espécies químicas presentes na amostra são retidas pelo filme de recobrimento da fibra até ser atingido equilíbrio entre as fases, quando idealmente a massa das espécies sorvidas pela fibra é proporcional à sua concentração original na amostra .
Imediatamente após a extração, a fibra é recolhida no interior da agulha hipodérmica do dispositivo e exposta ao interior do injetor aquecido de um cromatógrafo a gás (ou, alternativamente, ao solvente em uma interface própria de um cromatógrafo a líquido). Os analitos coletados são dessorvidos diretamente no sistema cromatográfico, que onde ocorrerá sua separação e detecção.
Em relação a técnicas como extração líquido-líquido convencional ou extração em fase sólida, SPME dispensa o uso de solventes orgânicos extratores. Dada sua rapidez, simplicidade (toda a operação é reduzida a duas etapas simples, de extração e de dessorção) e fácil mecanização/automação, ela é de custo operacional relativamente baixo: os dispositivos comerciais para sua aplicação são consideravelmente dispendiosos, mas reutilizáveis. A maior desvantagem de SPME, em adição ao alto custo dos conjuntos de fibra, é a dependência pronunciada entre as massas extraídas e condições operacionais como temperatura e tempo de extração.